# 電子ランド杯王中王戦
電子ランド杯王中王戦（でんしらんどはいおうちゅうおうせん）は、韓国の囲碁の棋戦。2004年に創設。年齢別に青龍、白虎、玄武、朱雀の4部門のトーナメントで優勝者を決定し、各上位棋士によるトーナメントで王中王を決定する。
- 主催 韓国経済新聞社、世界サイバー棋院、囲碁TV
- 後援 電子ランド、ソウル電子流通

## 方式
- 各部門戦
  - 青龍部:25歳以下の棋士によるトーナメント
  - 白虎部:26-50歳の棋士によるトーナメント
  - 玄武部:51歳以上の棋士によるトーナメント（第1期は鳳凰部）
  - 朱雀部:女性棋士によるトーナメント（第2期より）
- 本戦

青龍、白虎、玄武各部8人、朱雀部4人、シード4人（前回優勝、準優勝、主催者ワイルドカード2人）の32人によるトーナメント。決勝は三番勝負。
- 持ち時間は各10分、40秒の秒読み3回
- コミは6目半
- 優勝者は二段、準優勝者は一段昇段する。

## 歴代優勝者と決勝戦
| 回次 | 年度 | 決勝戦            | 青龍   | 白虎   | 玄武   | 朱雀   |
| ---- | ---- | ----------------- | ------ | ------ | ------ | ------ |
| 1    | 2004 | 金成龍 2-1 金主鎬 | 崔哲瀚 | 芮廼偉 | 曺薫鉉 | -      |
| 2    | 2005 | 李昌鎬 2-0 崔哲瀚 | 崔哲瀚 | 柳才馨 | 曺薫鉉 | 趙惠連 |
| 3    | 2006 | 李昌鎬 2-0 朴正祥 | 洪性志 | 安祚永 | 徐奉洙 | 芮廼偉 |
| 4    | 2007 | 姜東潤 2-1 李昌鎬 | 李世乭 | 睦鎮碩 | 白成豪 | 芮廼偉 |
| 5    | 2008 | 李昌鎬 2-0 睦鎮碩 | 韓尚勲 | 李昌鎬 | 徐奉洙 | 李夏辰 |